# آصف علي مالك
آصف علي مالك (بالإنجليزية: Asif Ali Malik)‏ هو وكيل نيابة ومحامي باكستاني، ولد في 8 يونيو 1948 في أتك في باكستان.